# 3814 Hoshi-no-mura
3814 Hoshi-no-mura eller 1981 JA är en asteroid i huvudbältet som upptäcktes den 4 maj 1981 av den japanske astronomen Toshimasa Furuta i Tokai. Namnet betyder stjärnbyn och har fått sitt namn efter en skola nära upptäckarens hem.
Asteroiden har en diameter på ungefär 15 kilometer och den tillhör asteroidgruppen Themis.